# 林庭㭿
林庭㭿（1472年—1541年），字利瞻，號小泉，福建福州府閩縣林浦鄉人，明朝政治人物。林鏐之孫，林瀚之子。

## 生平
弘治八年（1495年）乙卯科福建鄉試舉人，弘治十二年（1499年）己未科二甲第二名進士，次年授兵部武庫司主事，督放京衛官軍冬衣。之後調任職方司，清理軍冊于南京，轉員外郎，升武庫司郎中，調任職方司。吏部尚書張綵欲改其為監察御史，其堅持謝絕，後改為蘇州知府。在任期間恰逢連年水災，其上書請停止織造、罷黜苛捐雜稅，後得到批准。正德六年（1511年）十一月升為雲南左參政。
正德九年進京入覲，因父老乞求歸養。
嘉靖年間，父喪丁憂除服後，起為江西右參政，升湖廣右布政使。嘉靖五年（1526年）入覲，次年升都察院右副都御史、巡撫保定等府兼提督紫荊等關，不久罷任歸。嘉靖八年七月起升南京兵部右侍郎，十一年三月入為工部右侍郎，乞求皇帝減少工程持儉約。隨後升工部左侍郎，掌部事，十四年八月升工部尚書，加封太子太保。嘉靖十六年六月被御史桑喬、給事中管見所彈劾。之後乞求致仕，嘉靖二十年八月卒于家，享年七十。贈少保，諡康懿。

## 著作
著有《小泉稿》、《奏議録稿》。

## 家族
福州東林家族在明朝一季，共有八位進士，其中有五位官至尚書。史稱「三代五尚書，七科八進士」。
曾祖林觀。祖父林鏐，字元美，號守庵，永樂辛丑進士，官撫州府知府。父林瀚，號泉山，成化丙戌進士，改庶吉士，歷翰林、春官，南京吏兵二部尚書，贈太子太保、諡文安。母黃氏，贈一品夫人。兄林庭桂，成化庚子舉人，早卒；弟林庭楷，指揮僉事；林庭材；林庭杓，慶遠府知府；林庭樟，廣東都司經歷；林庭榆，潮州府推官；林庭枌，上虞縣丞；林庭枝，正德己卯貢士；林庭機，嘉靖乙未進士。
林庭㭿之子林炫亦出身進士，其弟林庭機亦為進士、工部尚書。